# アンリ＝クレマン・サンソン
アンリ＝クレマン・サンソン（フランス語: Henry-Clément Sanson、1799年5月27日 - 1889年1月25日）は、19世紀フランスの死刑執行人。処刑人サンソンと呼ばれた一族であるサンソン家6代目当主で、フランスの死刑執行人の頭領である「ムッシュ・ド・パリ」の称号を有した。

## 生涯
15歳の時に学友から告げられるまで、家業が死刑執行人であることを知らなかった。死刑執行人の家系であることを知ると学校へ行かずに家に引きこもったが、次第に父親の仕事を手伝った。1830年に父親であるアンリ・サンソンの跡を継いで正式に死刑執行人になる。父親が他界すると浪費を繰り返し、連日ギャンブルで浪費してサンソン家が6代で築いた財産を数年で食いつぶし、借金を重ねて投獄され、3800フランの借金を返済するためギロチンを質入した。死刑執行を聞いた際、法務大臣に事情を説明すると現金3800フランの現金を支給され、ギロチンを買い戻して1847年6月18日に最後の死刑執行を行い、その翌日に罷免の通知を受けた。
罷免後は、妻と別れ母親と田舎で暮らした。母親の死後何らかの手段によって大金を得るとパリ郊外にマンションを購入し、他の部屋を賃貸して家賃収入で細々と生活しながら、サンソン家7代の手記を参考に『サンソン回想録』を執筆して当時としては異例の8万部を販売している。晩年は長女とヴェルサイユで暮らしたが、1889年1月25日に死亡してモンマルトル墓地に埋葬された。
サンソン家は代々副業として医師の仕事を行っていたが、彼の時代になると医師法が制定され無免許医師は医業を行えず、彼は医師としての仕事を行っていない。
一人息子は幼いときに事故死、2人の娘はそれぞれ医者の家に嫁いだ。孫娘はアンリ＝クレマンの死後に修道院に入った。第二次世界大戦後にバーバラ・レヴィがパリ中のサンソン家に電話をかけて子孫を捜したが、全員が処刑人サンソンとの関係を否定しており、現在のパリにサンソン家の子孫はいないと言われている。

## 著作
日本では「Mémoires des Sanson」を日本語訳した『サンソン回想録』の題名で知られている。原題名「Mémoires des Sanson, sept génération d'éxécuteurs」で1862年から1863年にかけて全6巻が刊行された。
原本は発行以来百数十年経過しており入手は困難だが、ガリカで全文を無料で見ることが出来る。現在は2005年に再版された以下の本が入手可能である。
- Mémoires des Sanson: Tome 1 ISBN 0543952754
- Mémoires des Sanson: Tome 2 ISBN 0543952711
- Mémoires des Sanson: Tome 3 ISBN 0543952657
- Mémoires des Sanson: Tome 4 ISBN 0543952614
- Mémoires des Sanson: Tome 5 ISBN 0543952576
- Mémoires des Sanson: Tome 6 ISBN 0543952533

「サンソン回想録」は複数の版が存在する。アンリ＝クレマン・サンソンの自著、オノレ・ド・バルザックが記したもの、これらの合成による再版、アンリ＝クレマン・サンソンの6巻の著作を1冊に要約した要約本、などが後年に出版されている。